# Randy Bradbury

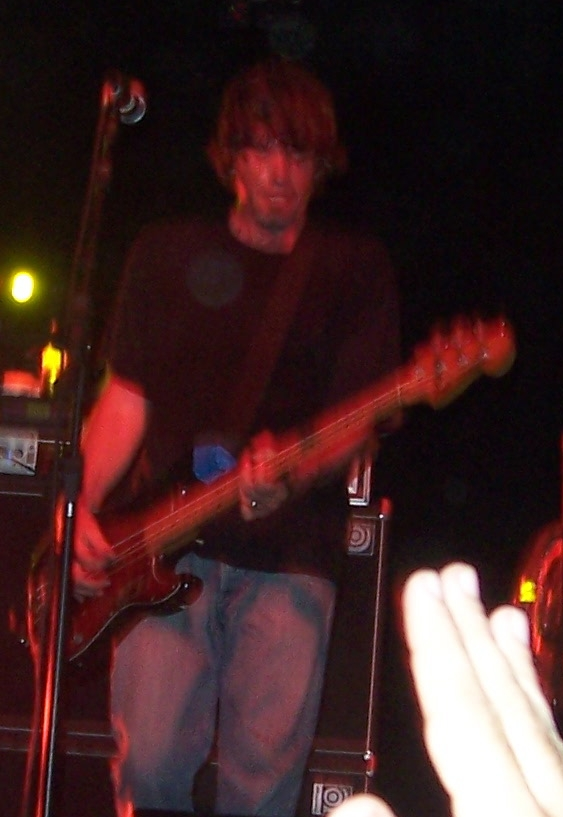
Randy Bradbury

Randy Bradbury nació el 20 de septiembre de 1964 en Long Beach, California y es el bajista actual de la banda de punk rock Pennywise.

## Biografía
Bradbury comenzó tocando el bajo en grupos como The Falling Idols y One Hit Wonder. En 1996 ingresa en Pennywise para cubrir el puesto que había dejado Jason Thirsk tras suicidarse en ese mismo año. Curiosamente, Bradbury fue profesor de bajo de Thirsk y trabajaron juntos en Pennywise, en el disco "Unknown Road".
Ya como bajista oficial de Pennywise, Bradbury ha grabado 7 discos más con la banda californiana.